# Ventura García Páramo
Ventura García Páramo (f. Madrid, enero de 1881) fue un pintor español.

## Biografía
Natural de Madrid, cursó los estudios superiores en la Real Academia de Bellas Artes de San Fernando de la capital. Fue, asimismo, discípulo de José Castelaro.
En la Exposición Nacional de Bellas Artes de 1860 presentó Un episodio de la guerra de África: un asistente presentándose a la viuda de un capitán muerto en campaña para entregarla su equipaje, y, en la de 1866, La compra de un burro. Fue, asimismo, un prolífico retratista, y llegó a pintar a Isabel de Borbón y Borbón. Sus cuadros de género fueron a parar a galerías privadas, incluidas la del marqués de Salamanca, la del príncipe de Anglona y la del marqués del Socorro.
Dibujó también para las obras Viaje de S. M. a las Provincias Vascongadas y Actas de los Mártires, así como para el periódico Los Sucesos, y dio color al óleo a un gran número de fotografías. Se involucró, asimismo, en las sesiones prácticas organizadas por la Sociedad Protectora de Bellas Artes fundada por Antonio María Esquivel.
Falleció en Madrid en enero de 1881.